# Феодосий (Самойлович)
Архиепи́скоп Феодо́сий (в миру Па́вел Ива́нович Самойло́вич; 19 июня 1884, село Мокраны, Кобринский уезд, Гродненская губерния — 1 марта 1968, Сан-Паулу) — епископ Русской православной церкви заграницей, архиепископ Сан-Паульский и Бразильский.

## Биография
Родился 19 июня 1884 года в селе Мокраны Гродненской губернии (ныне Малоритский район Брестской области) в семье священника.
В юные годы учился в Жировицком духовном училище, смотрителем которого в то время был Пётр Полянский, впоследствии митрополит Крутицкий. В 1905 году окончил Виленскую духовную семинарию. В течение двух лет служил сельским псаломщиком. В 1907 году рукоположён во иерея. В 1908 году овдовел. В 1910 году поступил в Санкт-Петербургскую духовную академию.
9 июня 1912 году принял монашество с именем Феодосий в честь преподобного Феодосия Печерского.
В 1914 году окончил Петроградскую духовную академию со степенью кандидата богословия за исторический труд «Православные монастыри Гродненской епархии», и 12 сентября того же года назначен помощником смотрителя Томского духовного училища.
С 30 июня 1915 года — помощник смотрителя Обоянского духовного училища Курской епархии. В этом же году пострижен в монашество и рукоположён во иеромонаха.
В 1918 году после закрытия училища находился в Обоянском Знаменском монастыре.
В 1919 году был священником в частях Добровольческой Армии.
В конце 1919 года переехал в Крым и назначен наместником Херсонийского монастыря в Севастополе, затем руководителем Пастырско-богословского училища. Возведён в сан архимандрита.
В 1920 году эмигрировал за границу. В Константинополе служил госпитальным священником при русском посольстве. В 1921 году вместе с митрополитом Антонием (Храповицким) переехал в Королевство СХС.
Вступил под омофор Сербской Православной Церкви, трудился в Тимочской, Шабацкой, Битольской и Пакрачской епархиях.
В 1930 году воссоединился с Русской Православной Церковью Заграницей.
11 января 1931 года в Белграде хиротонисан митрополитом Антонием (Храповицким) и архиепископом Курским и Обоянским Феофаном (Гавриловым) во епископа Детройтского.
С 1933 года был также временно управляющим Сан-Францисским викариатством. Вскоре, по-видимому, переведён туда уже как постоянный управляющий, так как на 26 апреля 1934 года епископом Детройским был определён Виталий (Максименко).
4 сентября 1934 году переведён на новоучреждённую Бразильскую епархию с титулом «епископ Сан-Паульский и всей Бразилии». 5 января 1935 года прибыл в Бразилию в сопровождении бывшего инока Оптиной пустыни иеромонаха Пармена (Останкова).
Управлял в сане епископа Сан-Паульского всеми приходами Южной Америки, за исключением Аргентинских, подчинённых протопреситеру Константину Изразцову.
Его стараниями построен Свято-Николаевский кафедральный собор в Сан-Пауло, освящение которого епископ Феодосий совершил 6 августа 1939 года. В том же году государство признало Бразильскую епархию РПЦЗ. При Бразильской епархии был создан Епархиальный совет под председательством епископа Феодосия.
Был редактором и издателем епархиального журнала «Сим победиши».
К концу 1950-х годов в Бразилии насчитывалось более 10 русских православных приходов. Архиепископ Виталий (Устинов) в 1962 году констатировал: «упадок положения в Бразилии несомненен. <…> В Бразилии очень много русских. Мы там потеряли десятки тысяч человек. Там колоссальное поле деятельности<…> Архиепископ Феодосий добрый и хороший старец, но у него не хватает сил и это ввергает его в пессимизм. Если бы там свободно работал полный сил Епископ то в Сан Пауло могло бы быть второе Сан Франциско».
Скончался 1 марта 1968 года в Сан-Пауло.